# Columba janthina
Columba janthina (Черен гълъб) е вид птица от семейство Гълъбови (Columbidae). Видът е почти застрашен от изчезване.

## Разпространение
Видът е разпространен в Южна Корея и Япония.